# Pechon de Ruby
Pechon de Ruby est le pseudonyme choisi par l'auteur inconnu d'un livret publié à Lyon en 1596 et intitulé La Vie genereuse des Mercelots, Gueuz et Boesmiens.
Il s'agit du premier ouvrage qui, en France, ait été consacré entièrement à la vie des vagabonds et du premier récit français de type picaresque à la première personne du singulier, présenté par l'auteur comme étant autobiographique.
C'est aussi le plus important recueil lexicographique en France de jargon attribué aux merciers et aux mendiants (146 entrées pour environ 160 termes, parfois très fantaisistes), avant celui donné par Ollivier Chereau en 1629-1630 dans son Jargon ou Langage de l'Argot reformé (236 entrées pour environ 260 termes, parfois très fantaisistes) et qui repose en grande partie sur celui de Pechon de Ruby, probablement dans l'édition troyenne de 1627 de la Vie genereuse.
Une réédition bibliophilique citée par la Bibliothèque nationale de France a été réalisée à Rouen en 1952 par le graveur Émile-Henry Tilmans qui l'a illustrée de ses propres eaux-fortes.